# Odontomera limbata
Odontomera limbata är en tvåvingeart som beskrevs av Steyskal 1958. Odontomera limbata ingår i släktet Odontomera och familjen Richardiidae.
Artens utbredningsområde är Florida. Inga underarter finns listade i Catalogue of Life.